# 约翰·亨肯
约翰·亨肯（英語：John Hencken，1954年5月29日—），美国男子游泳运动员。他曾代表美国参加1972年和1976年夏季奥林匹克运动会游泳比赛，获得三枚金牌、一枚银牌和一枚铜牌。